# NGC 6376
NGC 6376 (również PGC 60258 lub UGC 10855) – galaktyka spiralna (Sc), znajdująca się w gwiazdozbiorze Smoka. Odkrył ją Lewis A. Swift 1 września 1886 roku. Jest to galaktyka aktywna. Oddziałuje grawitacyjnie z sąsiednią NGC 6377.